# Hołdowice
Hołdowice (ukr. Голдовичі) – wieś na Ukrainie w rejonie stryjskim (do 2020 roku w rejonie żydaczowskim) obwodu lwowskiego.

## Historia
Pod koniec XIX w. wieś w powiecie bóbreckim.